# Lucban
Lucban (Bayan ng Lucban) är en kommun i Filippinerna. Kommunen ligger på ön Luzon, och tillhör provinsen Quezon. Folkmängden uppgår till 38 834 invånare.

## Bildgalleri

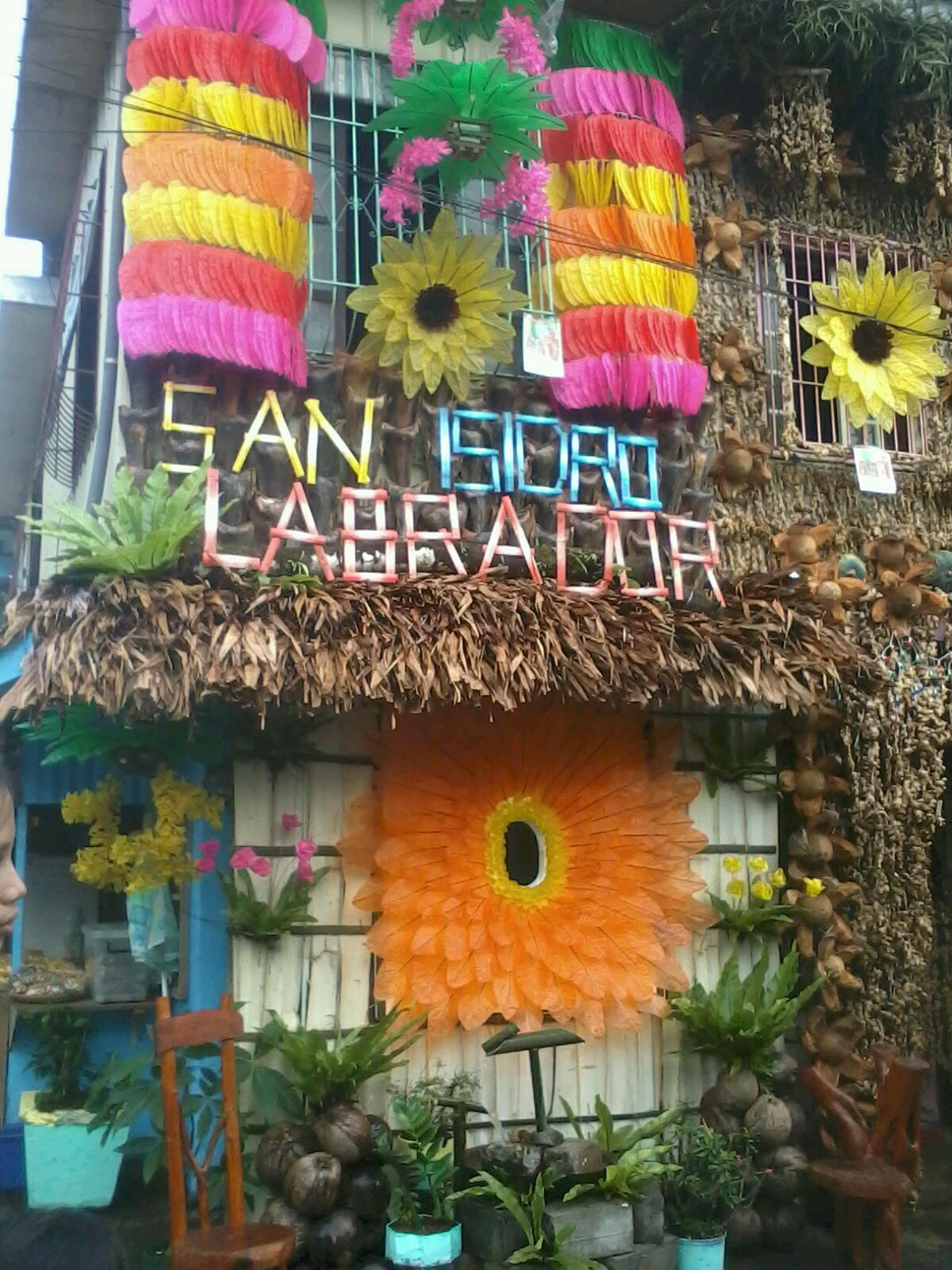

## Barangayer
Lucban är indelat i 32 barangayer.
| - Abang - Aliliw - Atulinao - Ayuti - Barangay 2 (Pob.) - Barangay 3 (Pob.) - Barangay 4 (Pob.) - Barangay 5 (Pob.) - Barangay 6 (Pob.) - Barangay 7 (Pob.) - Barangay 8 (Pob.) | - Barangay 9 (Pob.) - Barangay 10 (Pob.) - Igang - Kabatete - Kakawit - Kalangay - Kalyaat - Kilib - Kulapi - Mahabang Parang - Malupak | - Manasa - May-It - Nagsinamo - Nalunao - Palola - Piis - Barangay 1 (Pob.) - Samil - Tiawe - Tinamnan |